# Pallacanestro ai XVII Giochi asiatici
La pallacanestro ai Giochi asiatici 2014 si è svolta dal 20 settembre al 3 ottobre presso l'impianto Samsan World Gymnasium di Incheon e l'impianto Hwaseong Stadium di Hwaseong, in Corea del Sud. Nella disciplina della pallacanestro sono stati effettuati due tornei, quello maschile e quello femminile, che hanno visto coinvolti 317 cestisti da 18 nazioni.

## Medagliere
| Posiz. | Nazione       | Oro | Argento | Bronzo | Totale |
| ------ | ------------- | --- | ------- | ------ | ------ |
| 1      | Corea del Sud | 2   | 0       | 0      | 2      |
| 2      | Cina          | 0   | 1       | 0      | 1      |
| 2      | Iran          | 0   | 1       | 0      | 1      |
| 3      | Giappone      | 0   | 0       | 2      | 2      |
| Totale | Totale        | 2   | 2       | 2      | 6      |

## Classifiche finali

### Maschile
| Pos.    | Squadra        | Formazione |
| ------- | -------------- | --- |
| Oro     | Corea del Sud  | Corea del Sud4 Mun, 5 Park, 6 Yang, 7 Kim T., 8 Lee, 9 Kim S., 10 Jo, 11 Yang H., 12 Kim Ju., 13 Heo, 14 O, 15 Kim Jo., All. Yu Jae-hak                                    |
| Argento | Iran           | Iran4 Arghavan, 5 Mashayekhi, 6 Yakhchali, 7 Kamrani, 8 Zangeneh, 9 Aslani, 10 Afagh, 11 Sahakian, 12 Kardoust, 13 Jamshidi, 14 Bahrami, 15 Haddadi, All. Mehmed Bečirovič |
| Bronzo  | Giappone       | Giappone4 Ishizaki, 5 Ono, 6 Hiejima, 7 Furukawa, 8 Ōta, 9 Tsuji, 10 K. Takeuchi, 11 Tanaka, 12 Harimoto, 13 Togashi, 14 Kanamaru, 15 J. Takeuchi, All. Kenji Hasegawa     |
| 4.      | Kazakistan     | Kazakistan4 Sultanov, 5 Savčenko, 6 Murzagaliev, 7 Marčuk, 8 Lapčenko, 9 Kolesnikov, 10 Il'in, 11 Ponomarëv, 12 Klimov, 13 Jargaliev, 14 Gavrilov, All. Vitalij Strebkov   |
| 5.      | Cina           | Cina4 Liu, 5 Guo, 6 Gu, 7 Zhou Qi, 8 Zhao, 9 Zhai, 10 Ding, 11 Zhou P., 12 Xirelijiang, 13 Sun, 14 Li, 15 Wang, All. Gong Luming                                           |
| 6.      | Qatar          | Template:Qatar di pallacanestro ai giochi asiatici 2014 |
| 7.      | Filippine      | Filippine4 Alapag, 5 Tenorio, 6 Chan, 7 Dillinger, 8 David, 9 de Ocampo, 10 Norwood, 11 Douthit, 12 Fajardo, 13 Lee, 14 Aguilar, 15 Pingris, All. Chot Reyes               |
| 8.      | Mongolia       | Template:Mongolia di pallacanestro ai giochi asiatici 2014 |
| 9.      | Taiwan         | Template:Taipei Cinese maschile pallacanestro Giochi asiatici 2014 |
| 9.      | India          | Template:India di pallacanestro ai giochi asiatici 2014 |
| 9.      | Giordania      | Giordania4 al-Najjar, 5 Eid, 6 al-Dwairi, 7 al-Hamarsheh, 8 Hussein, 9 Abu Ruqayah, 11 al-Sous, 12 Abdeen, 13 al-Awadi, 14 Zaghab, 15 Abu Qoura, All. Rajko Toroman        |
| 9.      | Kuwait         | Template:Kuwait di pallacanestro ai giochi asiatici 2014 |
| 13.     | Hong Kong      | Template:Hong Kong di pallacanestro ai giochi asiatici 2014 |
| 13.     | Arabia Saudita | Template:Arabia Saudita di pallacanestro ai giochi asiatici 2014 |
| 15.     | Maldive        | Template:Maldive di pallacanestro ai giochi asiatici 2014 |
| 15.     | Palestina      | Palestina4 Younis, 6 Abu-Shamala, 9 Salman, 10 Mesk, 11 Mousa, 12 Abu-Rahal, 13 Sani Sakakini, 14 Yousef, 15 Sal. Sakakini, All. Jerry Steele                              |

### Femminile
| Pos.    | Squadra       | Formazione |
| ------- | ------------- | --- |
| Oro     | Corea del Sud | Corea del Sud4 Kim D., 5 Lee M., 6 Lee G., 7 Park, 8 Gwak, 9 Yang, 10 Byeon, 11 Im, 12 Ha, 13 Kim J., 14 Kang, 15 Sin, All. Wi Seong-u                                                                  |
| Argento | Cina          | Cina4 Liu, 5 Jin W., 6 Yu, 7 Shi, 8 Sun, 9 Shen, 10 Ma, 11 Ding, 12 Zhang, 13 Yang B., 14 Yang H., 15 Jin J., All. Wang Guizhi                                                                          |
| Bronzo  | Giappone      | Giappone4 Mawuli, 5 Suwa, 6 Motokawa, 7 Mori, 8 Kawahara, 9 Ushida, 10 Machida, 11 Miyoshi, 12 Katō, 13 Ōnuma, 14 Watanabe, 15 Akaho, All. Tatsushi Isshiki                                             |
| 4.      | Taiwan        | Taiwan4 Chen, 5 Huang F., 6 Hsu, 7 Lan, 8 Lin, 9 Huang P., 10 Tsai, 11 Li, 12 Chang, 13 Hsieh, 14 Huang Y., 15 Liu, All. Lin Hung Ling-Yao                                                              |
| 5.      | Kazakistan    | Kazakistan4 Karnova, 5 Gavriljuk, 6 Tutkišova, 7 Abdreupova, 8 Begun, 9 Demidenko, 10 Ovečkina, 11 Ivanova, 12 Arzamasceva, 13 Vinokurova, 14 Osipenko, 15 Kondrakova, All. Evgeniy Ovsyannikov         |
| 6.      | India         | India4 A. Singh, 5 Priyadharshini, 6 Sidhu, 7 Radhakrishnan, 8 Kumari, 9 Nixon, 10 Poojamol, 11 Neenumol, 12 Akula, 13 Jeena, 14 P. Singh, 15 Lakshman, All. Paco García                                |
| 7.      | Thailandia    | Thailandia4 Tunsaw, 5 Sorot, 6 Yothanan, 7 Phromrat, 8 Kunchuan, 9 Maihom, 10 Sangtad, 11 Chirdpetcharat, 12 Janthabut, 13 Kruatiwa, 14 Danchaivijit, 15 Kaichaiyapoom, All. Kanchana Prasanchaimontree |
| 8.      | Mongolia      | Mongolia4 Bolortuyaa, 5 Tsolmon, 6 Bayartsetseg, 8 Dolgor, 9 Ganzul, 10 Khos-Erdene, 11 Zolzayaa, 12 Altanzayaa, 13 Mönkhsuvd, 14 Solongo, 15 Enkhdelger, All. Manduul Baasansuren                      |
| 9.      | Hong Kong     | Hong Kong4 Lam P., 5 Wong M., 6 Cheuk, 7 Wong T., 8 Cho, 9 Yap, 10 Li, 11 Chan, 12 Lam Y., 13 Huang, 14 Koon, 15 Chu, All. Cheng Hok Loi                                                                |
| 10.     | Nepal         | Nepal4 Shrestha, 5 Neupan, 6 Bista, 7 Gauchan, 9 Shakya, 10 Shrestha, 11 Lama, 13 Tulachan, 14 Singh, 15 Malla, All. Bikash Shahi                                                                       |
| -       | Qatar         | Qatar4 M. Mahmoud, 5 H. Mahmoud, 6 Tounsi, 7 Said, 8 Mohamed, 9 Hussen, 10 Morjan, 11 Abdelmoneim, 12 Ihab, 13 Saleh, 14 Morjan, 15 Awad, All. Mensura Andelija                                         |